# Marcel de Bruijn
Marcel de Bruijn (Dammam, 12 september 1982) is een Nederlandse voetballer die is geboren in Saoedi-Arabië. Hij speelt per sinds medio 2017 voor VDL.
Lange tijd speelde De Bruijn in de regio Rotterdam in het amateurvoetbal. De bijna twee meter lange aanvaller werd in augustus 2007 uitgenodigd door FC Zwolle voor een stageperiode. Op dat moment speelde hij voor Excelsior Maassluis. De trainer van Zwolle, Jan Everse, kende De Bruijn nog uit zijn periode als trainer in Maassluis. Tijdens de stage wist De Bruijn de club, ondanks enkele blessures, te overtuigen. Hij stond uiteindelijk 1 seizoen bij FC Zwolle onder contract.
In juni 2008 ging hij naar de zondagamateurs van Leonidas uit Rotterdam. Na één seizoen vertrok De Bruijn daar weer, om een rentree te maken bij Excelsior Maassluis. Vanaf 2010 speelde hij bij SVV Scheveningen om in het seizoen 2012/2013 te verkassen naar Westlandia te Naaldwijk.

## Statistieken
| Seizoen | Club       | Competitie           | Wedstrijden | Doelpunten |
| ------- | ---------- | -------------------- | ----------- | ---------- |
| 2007/08 | FC Zwolle  | Eerste divisie       | 14          | 0          |
| 2012/13 | Westlandia | zondag Hoofdklasse A | –           | 9          |
| 2013/14 | Westlandia | zondag Hoofdklasse A | –           | 14         |
| 2014/15 | Westlandia | zondag Hoofdklasse A | –           | 5          |
| 2015/16 | Westlandia | zondag Hoofdklasse A | 24          | 10         |
| 2016/17 | Westlandia | Derde Divisie        | 7           | 1          |
| Totaal  | Totaal     | Totaal               | 45          | 39         |